# Élections législatives de 1956 dans les Alpes-Maritimes
Les élections législatives françaises de 1956 se tiennent le 2 janvier. Ce sont les dernières élections législatives de la Quatrième république, après les élections de novembre 1946 et de juin 1951.

## Mode de scrutin
L'Assemblée nationale est composée de 626 sièges pourvus au scrutin proportionnel plurinominal suivant la règle de la plus forte moyenne dans le cadre départemental, sans panachage.
Le vote préférentiel est admis, en inscrivant un numéro d'ordre en face du nom d'un, de plusieurs ou de tous les candidats de la liste. Mais l'ordre ne pourra être modifié que si au moins la moitié des suffrages portés sur la liste est numéroté. Dans les faits les modifications ne dépasseront jamais les 7%.
La loi électorale du 7 mai 1951, dite loi des apparentements, reste en vigueur. Elle permet à la base une répartition des sièges à la représentation proportionnelle dans le département, mais si des listes « apparentées » avant le déroulement du scrutin obtiennent ensemble une majorité absolue de suffrages exprimés, elles reçoivent directement tous les sièges à pourvoir.
Dans le département des Alpes-Maritimes, cinq députés sont à élire.

## Élus
| Député sortant              | Parti | Parti    | Député élu ou réélu         | Parti | Parti    |
| --------------------------- | ----- | -------- | --------------------------- | ----- | -------- |
| Jean Médecin                |       | RGR      | Jean Médecin                |       | RGR      |
| Émile Hugues                |       | Rad-soc  | Émile Hugues                |       | Rad-soc  |
| Philippe Olmi               |       | CNIP     | Virgile Barel               |       | PCF      |
| Marcel Dassault             |       | Rép soc. | Henri Pourtalet             |       | PCF      |
| Édouard Corniglion-Molinier |       | Rép soc. | Édouard Corniglion-Molinier |       | Rép soc. |

## Résultats

### Résultats à l'échelle du département
Deux apparentements sont réalisés :
1. Un apparentement de type Front républicain est conclu entre les listes Gauche indépendante et SFIO ;
2. Un autre est conclu en soutien à la majorité sortante entre les trois listes RGR-Rad-soc-Rép soc., MRP et Soc ind.-RGRIF.

| Parti    | Parti                | Tête de liste  | Résultats | Résultats | Appar. | Appar. | Sièges |
| Parti    | Parti                | Tête de liste  | Voix      | %         | Voix   | %      | Nb.    |
| -------- | -------------------- | -------------- | --------- | --------- | ------ | ------ | ------ |
|          | RGR-Rad-soc-Rép soc. | Jean Médecin   | 115 268   | 45,56     | 97 442 | 38,51  | 3 2    |
|          | MRP                  | Joseph Robault | 115 268   | 45,56     | 10 628 | 4,20   | -      |
|          | Soc ind.- RGRIF      | Jacques Cotta  | 115 268   | 45,56     | 7 198  | 2,85   | -      |
|          | PCF                  | Virgile Barel  | 85 635    | 33,84     | -      | -      | 2 2    |
|          | G. ind-JR-PREES      | Jacques Bounin | 27 618    | 10,94     | 16 084 | 6,36   | -      |
|          | SFIO                 | Maurice Cauvi  | 27 618    | 10,94     | 11 534 | 4,56   | -      |
|          | UFF                  | André Bataille | 22 725    | 8,98      | -      | -      | -      |
|          | Réf. État            | Pierre Guigon  | 625       | 0,25      | -      | -      | -      |
|          |                      |                |           |           |        |        |        |
| Inscrits | Inscrits             | Inscrits       | 312 015   | 100,00    |        |        | 5      |
| Votants  | Votants              | Votants        | 260 387   | 83,45     |        |        |        |
| Exprimés | Exprimés             | Exprimés       | 253 031   | 97,18     |        |        |        |